# Barthélemy Catherine Joubert
Barthélemy-Catherine Joubert (ur. 14 kwietnia 1769 w Pont-de-Vaux, zm. 15 sierpnia 1799 pod Novi) – francuski generał Armii Italii w okresie Rewolucji.

## Kalendarium
- 1 listopada 1792 – porucznik

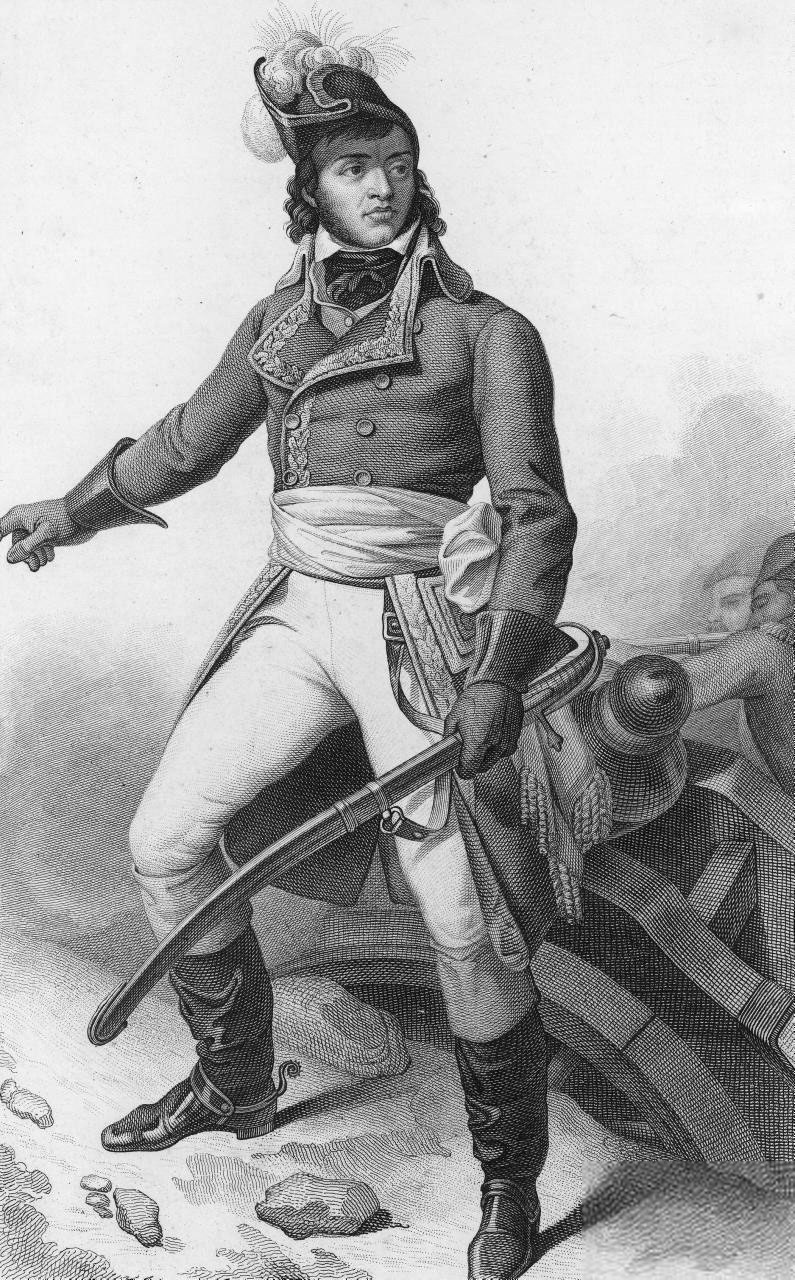
Gen. Barthélemy Catherine Joubert

- 14 kwietnia 1793 – w 2. kompanii 1. batalionu grenadierów
- 17 grudnia 1793 – porucznik grenadierów 102. półbrygady piechoty liniowej
- 10 maja 1794 – kapitan adiutant generalny szef batalionu (Armia Italii)
- 13 czerwca 1795 – adiutant generalny szef brygady
- 22 listopada 1795 – dowódca 2. brygady (dywizja gen. Meyniera w bitwie pod Loano)
- 24 grudnia 1795 – generał brygady
- 29 kwietnia 1796 – dowódca 1. brygady (3. dywizja piechoty, Armia Italii)
- 10 października 1796 – komendant Porto Legnago
- 7 grudnia 1796 – generał dywizji
- 17 kwietnia 1797 – dowódca korpusu złożonego z trzech dywizji (podczas wyprawy do Tyrolu), uczestnik rokowań w Leoben
- 14 czerwca 1797 – dowódca 5. dywizji piechoty (Armia Italii)
- 10 grudnia 1797 – urlopowany z powodu choroby i oddelegowany do Paryża w celu przedstawienia Dyrektoriatowi sztandarów zdobytych przez Armię Italii
- 13 stycznia – 25 lipca 1798 – dowódca Armii Batawii
- 30 lipca – 7 października 1798 – dowódca Armii Moguncji
- 1 listopada 1798 – 31 stycznia 1799 – dowódca Armii Italii
- 18 czerwca 1799 – komendant 17. okręgu wojskowego (w Paryżu)
- 5 sierpnia 1799 – ponownie dowódca Armii Italii
- 15 sierpnia 1799 – ginie w początkowej fazie bitwy pod Novi, ciało przetransportowano z honorami do Tulonu